# Nizamiyyah
Dans le monde islamique, une Nizamiyyah (en persan : نظامیه, Nezāmiyeh) est un établissement médiéval d'éducation supérieure qui s'inspire du modèle de la première institution de ce type fondée à Bagdad (en Iran de l'époque) en 1065 par le célèbre vizir perse et homme d'État Nizam al-Mulk, qui lui a donné ce nom.
Les Nizamiyyah se sont multipliées dans les principales villes : Amol, Nichapur, Balkh, Herat et Isfahan ; du vivant même de Nizam al-Mulk, les sultans Nur al-Din (mort en 1174) et surtout Saladin en fondèrent un grand nombre. Elles étaient situées dans ce qui est aujourd'hui l'Irak, l'Iran et l'Afghanistan. Fondées au début de l'Empire Seldjoukide, les Nizamiyyah sont considérées comme un modèle de madrassa — écoles religieuses islamiques.
Les Nizamiyyah ont été les premières universités bien organisées dans le monde musulman. Elles y bénéficiaient d'un enseignement de la plus haute qualité et étaient même renommées en Occident. Elles étaient soutenues financièrement, politiquement et spirituellement par les classes régnantes et les élites.
La Nizamiyyah la plus renommée restait celle de Bagdad (la première de ce type), où Nizam al-Mulk nomma comme professeur le théologien et philosophe Al-Ghazali. Le poète perse Saadi ou encore l'écrivain et biographe de Saladin, Imad al-Din al-Isfahani y furent étudiants. 
Les matières enseignées à la Nizamiyyah de Bagdad concernaient les sciences coraniques et le Hadit, ou traditions prophétiques, la jurisprudence shafi'ite, la dialectique ash'arite, le droit shafi'ite, la philologie de la langue arabe, la littérature, la géographie, l'histoire, l'ethnographie, l'archéologie, l'astronomie, les mathématiques, la chimie, la musique et le dessin géométrique.